# Правительство Алексиса Ципраса (январь 2015 года)

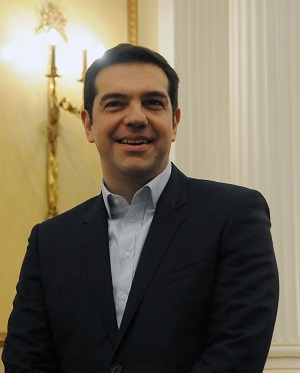
Алексис Ципрас

Правительство Алексиса Ципраса  — бывшее правительство Греции, действовавшее с 15 января 2015 года по 28 августа 2015 года.
После победы на досрочных парламентских выборах 25 января 2015 года партии «СИРИЗА», её лидеру Алексису Ципрасу удалось сформировать новое коалиционное правительство, объединившись с правоцентристской партией «Независимые греки» (АНЭЛ). В результате сам Алексис Ципрас стал новым премьер-министром Греции. И на следующий день 27 января 2015 года был объявлен новый состав правительства, в который вошли 20 человек.
Состав правительства включал в себя представителей трех партий — СИРИЗА, Независимые греки, Экологические зелёные и внепартийных министров.
Структурные изменения включают в себя создание четырёх новых министерств:
1. министерство внутренних дел и административной реформы;
2. министерство экономики, инфраструктуры, морского флота и туризма;
3. министерство промышленной реконструкции, охраны окружающей среды и энергетики;
4. министерство культуры, образования и религии.

Состав правительства принял следующий вид:
| Министерство                                                             | Действующий министр  | Партия              | Начало полномочий   | Конец полномочий     |
| ------------------------------------------------------------------------ | -------------------- | ------------------- | ------------------- | -------------------- |
| Премьер-министр                                                          | Алексис Ципрас       | «СИРИЗА»            | 26 января 2015 года | 28 августа 2015 года |
| Вице-премьер                                                             | Яннис Драгасакис     | «СИРИЗА»            | 27 января 2015 года | 28 августа 2015 года |
| Министр внутренних дел и административной реформы                        | Никос Вуцис          | «СИРИЗА»            | 27 января 2015 года | 28 августа 2015 года |
| Министр экономики, инфраструктуры, морского флота и туризма              | Йоргос Статакис      | «СИРИЗА»            | 27 января 2015 года | 28 августа 2015 года |
| Министр национальной обороны                                             | Панос Камменос       | «Независимые греки» | 27 января 2015 года | 28 августа 2015 года |
| Министр культуры, образования и религии                                  | Аристидис Балтас     | «СИРИЗА»            | 27 января 2015 года | 28 августа 2015 года |
| Министр промышленной реконструкции, охраны окружающей среды и энергетики | Панайотис Лафазанис  | «СИРИЗА»            | 27 января 2015 года | 28 августа 2015 года |
| Министр труда и социального обеспечения                                  | Панос Скурлетис      | «СИРИЗА»            | 27 января 2015 года | 17 июля 2015 года    |
| Министр труда и социального обеспечения                                  | Йоргос Катрунгалос   | «СИРИЗА»            | 17 июля 2015 года   | 28 августа 2015 года |
| Министр иностранных дел                                                  | Никос Кодзиас        | беспартийный        | 27 января 2015 года | 28 августа 2015 года |
| Министр юстиции, прозрачности и прав человека                            | Никос Параскевопулос | беспартийный        | 27 января 2015 года | 28 августа 2015 года |
| Министр финансов                                                         | Янис Варуфакис       | «СИРИЗА»            | 27 января 2015 года | 6 июля 2015 года     |
| Министр финансов                                                         | Эвклид Цакалотос     | «СИРИЗА»            | 6 июля 2015 года    | 28 августа 2015 года |
| Министр здравоохранения и социального страхования                        | Панайотис Курумблис  | «СИРИЗА»            | 27 января 2015 года | 28 августа 2015 года |
| Министр государства                                                      | Панайотис Николудис  |                     | 27 января 2015 года | 28 августа 2015 года |
| Министр государства                                                      | Никос Папас          | «СИРИЗА»            | 27 января 2015 года | 28 августа 2015 года |
| Министр государства                                                      | Алекос Фламбурарис   | «СИРИЗА»            | 27 января 2015 года | 28 августа 2015 года |
| Официальный представитель правительства                                  | Гавриил Сакеларидис  | «СИРИЗА»            | 27 января 2015 года | 17 июля 2015 года    |
| Официальный представитель правительства                                  | Ольга Геровасили     | «СИРИЗА»            | 17 июля 2015 года   | 28 августа 2015 года |